# JakB–12,7

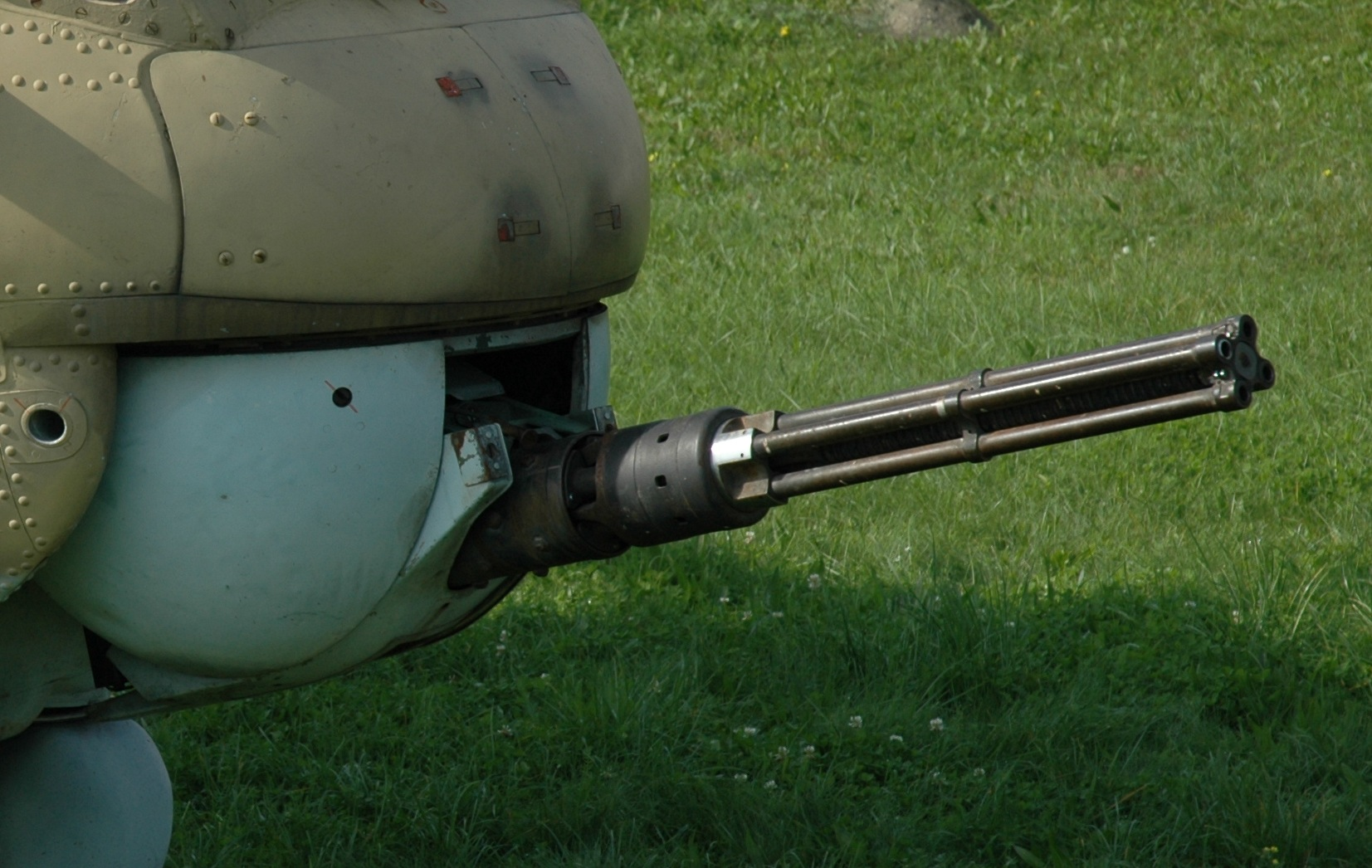
JakB–12,7 géppuska a Mi–24 harci helikopterbe építve

A Jakusev–Borzov JakB–12,7 egy négycsövű, gázelvétellel működő 12,7 mm-es repülőgép-fedélzeti géppuska. A Szovjet Hadseregben használt GRAU-kódja 9A–624. A Mi–24 harci helikopter fedélzeti fegyvere.

## Története
A tervezés során TKB–063 néven futó fegyvert az 1960-as évek második felében fejlesztették ki a CKIB-ban Pjotr Jakusev és Borisz Borzov vezetésével a Mi–24 harci helikopter fedélzeti géppuskájának. A fegyver lőtéri próbáit már 1969-ben végrehajtották, de a rendszeresítésre csak 1977-ben került sor.

## Szerkezeti kialakítása
A tervezés során követelményként megfogalmazott nagy tűzgyorsaság elérése érdekében a géppuska forgócsövű, azonban a többi hasonló típussal ellentétben gázelvételes működtetésű. A négycsövű kialakítással az eredeti követelményrendszernek megfelelően 5–6 ezer lövés/perc tűzgyorsaságot kellett volna elérni a fegyvernek, de ezt végül nem sikerült teljesíteni, a JakB–12,7 tűzgyorsasága 4000–4500 lövés/perces érték körül alakult. A rendszeresített 12,7x108mm-es lőszer a VSZ tagállamainak szabvány nehézgéppuska lőszere. Az alapváltozat élettartama 8000 lövés. A fegyver hatásos lőtávolsága 1500–1800 m. A lőszerjavadalmazás a Mi–24-esen 1470 db lőszer. Hevederes lőszeradagolású.
A fegyvert a Mi–24 orr részében kialakított forgatható toronyban építették be. A fegyvert a pilóta csak fix helyzetben, a fegyveroperátor jobbra-balra 60°, le-fel 20° kitéréssel működtetheti. Harci repülőgépek és helikopterek számára készült a GUV-konténer, amelybe egy JakB–12,7 géppuskát és 2 db 7,62 mm-es GSG–géppuskát helyeztek el.

## Továbbfejlesztett változata
1978-ban rendszeresítették JakBJu–12,7 típusjellel a továbbfejlesztett változatát. A modernizálás során javítottak a géppuska paraméterein. A leadható sorozat hosszát 400-ról 750 lövésre növelték, valamint a tűzgyorsasága is elérte az 5000 lövés/perc értéket. Az élettartama 12 000 lövésre nőtt. A sorozatban gyártott példányok többsége a javított változatból került ki.

## Műszaki adatok
- Űrméret: 12,7 mm
- Csövek száma: 4 db
- Működési elv: gázelvételes rendszerű
- Tömeg: 45 kg
- Hossz: 1345 mm
- Szélesség: 145 mm
- Magasság: 190 mm
- Lőszer tömege: 130 g
- Lövedék tömege: 45 g
- Csőtorkolati sebesség: 810 m/s
- Elméleti tűzgyorsaság: 4000–4500 lövés/perc

## Külső hivatkozások
- A fegyvert kifejlesztő KBP honlapja (oroszul)
- A JakB–12,7 és a JakBJu–12,7 a KBP honlapján (oroszul)